# بطولة أمريكا الجنوبية لألعاب القوى للناشئين 1981
بطولة أمريكا الجنوبية لألعاب القوى للناشئين 1981 هي النسخة الـ 14 من بطولة أمريكا الجنوبية لألعاب القوى للناشئين. أقيمت في ريو دي جانيرو. شارك فيها 189 رياضياً من 9 بلدان. تصدرت البرازيل جدول الميداليات برصيد 33 ميدالية منها 17 ذهبية.

## جدول الميداليات
| الترتيب | منتخب      | ذهبية | فضية | برونزية | المجموع |
| ------- | ---------- | ----- | ---- | ------- | ------- |
| 1       | البرازيل   | 17    | 9    | 7       | 33      |
| 2       | الأرجنتين  | 9     | 12   | 7       | 28      |
| 3       | فنزويلا    | 4     | 8    | 6       | 18      |
| 4       | تشيلي      | 4     | 6    | 10      | 20      |
| 5       | كولومبيا   | 2     | 1    | 2       | 5       |
| 6       | الأوروغواي | 0     | 0    | 4       | 4       |